# クアドラングル＝マットゥーン通り歴史地区
クアドラングル＝マットゥーン通り歴史地区（クアドラングル＝マットゥーンどおりれきしちく、英語：Quadrangle-Mattoon Street Historic District）は、西側のチェスナット通りと北側のステート通りに囲まれているマサチューセッツ州スプリングフィールドにある歴史地区であり、マットゥーン通り、セーラム通り、エドワーズ通り、およびエリオット通りにある不動産も含まれる。メトロ・センターに位置し、クアドラングル＝マットゥーン通りはハートフォード＝スプリングフィールド地域において歴史的建造物が立ち並ぶ数少ない地区であり、両側には改装された赤レンガのヴィクトリアン朝様式の連続住宅があり、木製の庇で覆われている。
クアドラングル＝マットゥーン通り歴史地区はヴィクトリア朝様式の邸宅、赤レンガで造られた連続住宅、ヘンリー・ホブソン・リチャードソン設計の教会群など、様々な建築様式の住宅で成り立っている。この地域では19世紀半ばのロマネスク・リヴァイヴァル建築様式と後期ロマネスク建築様式、および19世紀・20世紀のヴィクトリア朝建築様式で成り立っている。
2006年以降、メトロ・センター、とりわけクアドラングル＝マットゥーン通り歴史地区では20代の若者、性的少数者、ボヘミアン、エリートサラリーマン、そして空の巣症候群の親など、手ごろな価格で都会的かつ文化的な環境を捜し求める人々が増える傾向にある。マットゥーン通り地区はマットゥーン通り、セーラム通り、エリオット通りなど、スプリングフィールドで最も高名な住宅街が数多く存在しており、建築家のヘンリー・ホブソン・リチャードソンが確立したリチャードソニアン・ロマネスク建築様式における最初の工事が行われた場所でもある。その中には毎年初秋に行われる大規模な芸術祭「マットゥーン通り芸術祭」の開催場所であるヒスパニック・バプテスト教会がある。
クアドラングルの地名にちなんで名づけられた歴史地区にはドクター・スース記念彫刻公園を中心に5つの美術館がある。最近の開発地には2008年に建設費5700万ドルをかけて建設されたモシェ・サフディ設計の連邦裁判所（ステート通り）や1億0100万ドルをかけてスプリングフィールドの元の技術高校を再利用したTROのジャング/ブラナン設計のマサチューセッツ州情報センターなどがある。